# كهبان
كهبان هي قرية في مقاطعة ميانة، إيران. عدد سكان هذه القرية هو 774 في سنة 2006.